# Chorramzar
Chorramzar (pers. خرم زار) – wieś w Iranie, w ostanie Fars. W 2006 roku miejscowość liczyła 352 mieszkańców w 77 rodzinach.